# Davin Prasath
Davin Prasath (29 de mayo de 1991) es una actriz, modelo, filántropa y reina de belleza camboyana que fue coronada Miss Universo Camboya 2024. Es la primera mujer casada y madre en ganar el título nacional. Su victoria le permitió representar a Camboya en Miss Universo 2024, que se llevó a cabo en México. 

## Primeros años
Davin Prasath nació en Nom Pen, Camboya. En 2016 trabajó como modelo en Sídney, Australia.

## Carrera en concursos de belleza

### Universal Woman 2023
Representó a Camboya en Universal Woman 2023 en Dubái, donde quedó como cuarta finalista. 

### Miss Universo Camboya 2024
El 29 de agosto de 2024, fue coronada Miss Universo Camboya 2024 en el Camwood CTN Studio en Phnom Penh. 

### Miss Universo 2024
Representó a Camboya en Miss Universo 2024 en la Ciudad de México el 16 de noviembre de 2024, compitiendo contra 124 candidatas y terminando entre las 30 mejores.